# Dreifaltigkeitskirchhof II
O Dreifaltigkeitskirchhof II (não confundir com o Dreifaltigkeitskirchhof I Friedhöfe vor dem Halleschen Tor) é um cemitério localizado em Berlim-Kreuzberg e é um dos quatro cemitérios protestantes na Bergmannstrasse. Fundado em 1825, é também o mais antigo deles. Pertencia à Dreifaltigkeitskirchengemeinde na Mauerstrasse.

## Descrição
Uma característica do Dreifaltigkeitskirchhof de aproximadamente 49 000 m² é o grande número de antigos túmulos hereditários e mausoléus parcialmente monumentais do século XIX, bem como túmulos antigos cercados com ferro fundido e grades parcialmente enferrujadas. A localização na encosta, que é bastante incomum para as condições de Berlim, também é impressionante, devido ao fato de que todos os Friedhöfe an der Bergmannstraße foram construídos em um antigo vinhedo. O referido cemitério é um monumento cultural de Berlim.
Um cemitério de guerra está localizado em uma parte menor da grande área do cemitério. Uma sepultura coletiva foi colocada no centro, com algumas sepulturas individuais ao redor. Um total de 399 mortos de guerra estão sepultados aqui, o maior número de vítimas sendo civis que morreram nas noites do bombardeio ou no final da guerra. Alguns soldados e 22 desconhecidos que morreram em 1945 estão enterrados. Da época da Primeira Guerra Mundial 30 soldados também encontraram seu local de descanso final.

## Sepultamentos

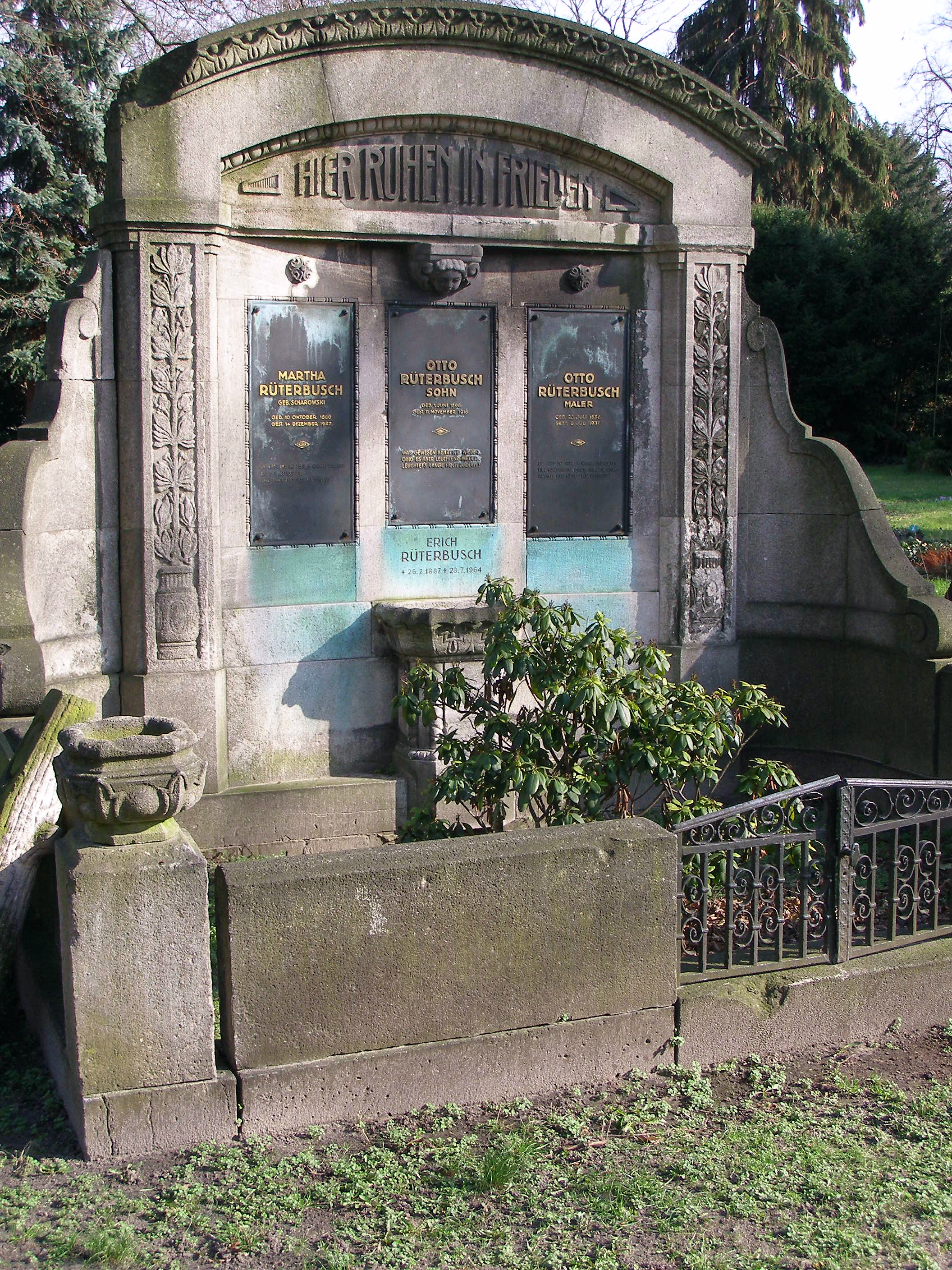
Grab Rüterbusch

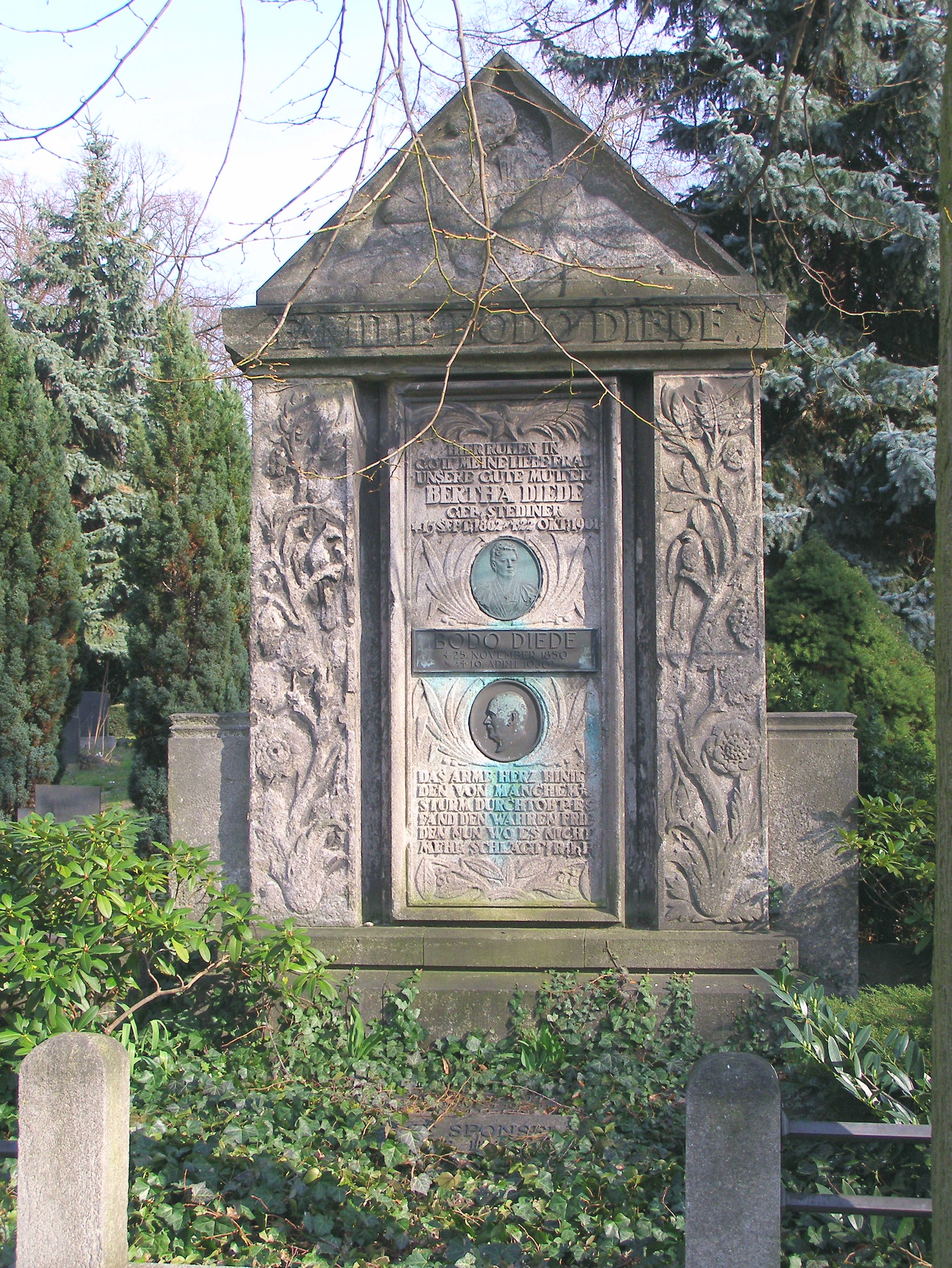
Grab Dilde

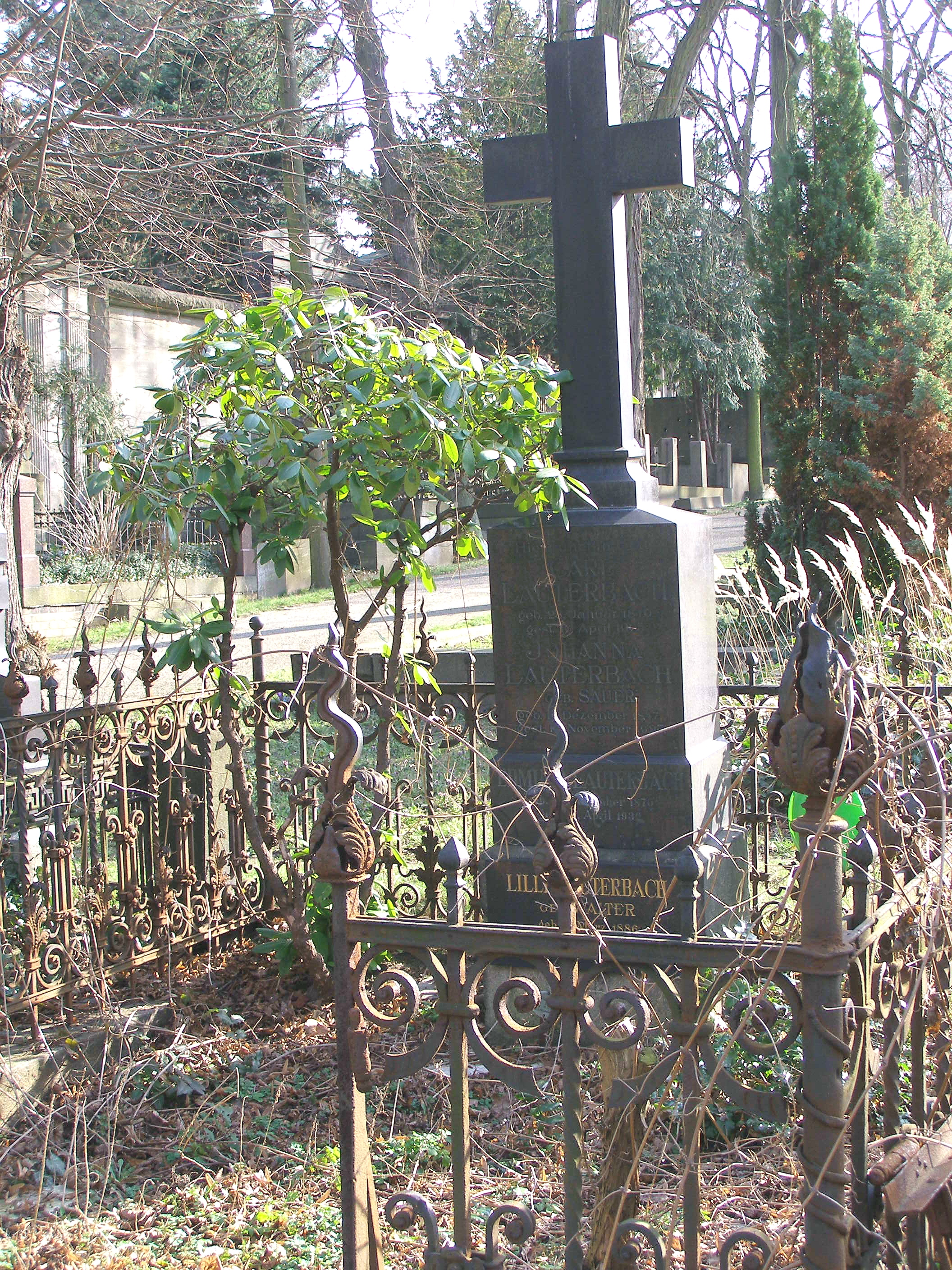
Grab Lauterbach

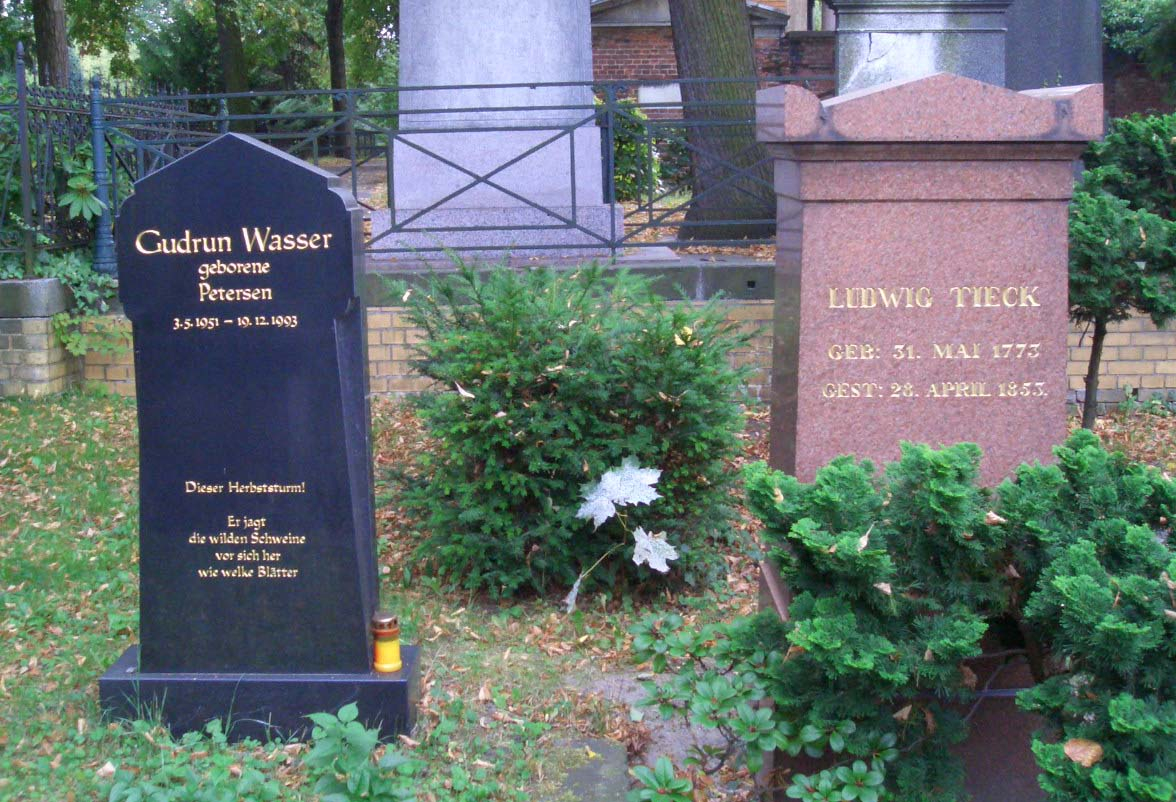
Die Kiezpoetin Gudrun Wasser ruht neben Ludwig Tieck.

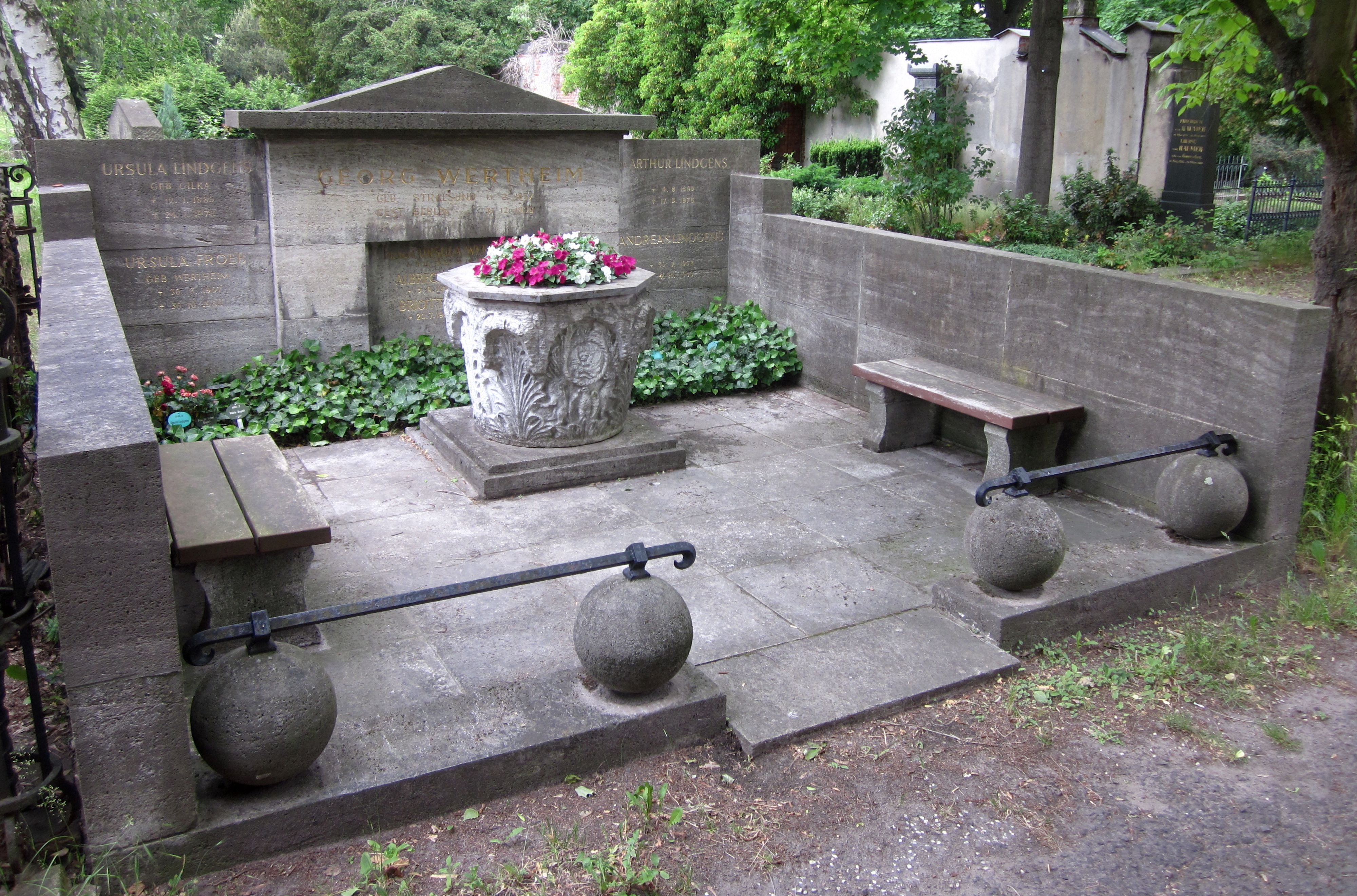
Familienbegräbnis Wertheim

### Sepulturas preservadas
- Curt Agthe (1862–1943), pintor
- Woldemar Bargiel (1828–1897), compositor e professor de música
- Friedrich Eduard Beneke (1798–1854), filósofo e psicólogo
- Karl Bötticher (1806–1889), arquiteto, historiador da arte e arqueólogo
- Franz Bopp (1791–1867), linguista, sepultura honorária do Estado de Berlim
- Richard Borrmann (1852–1931), pesquisador e historiador de construções
- Fredy Budzinski (1879–1970), ciclista e jornalista, sepultura honorária do Estado de Berlim
- Jesse Fairfield Carpenter (1853–1901), inventor de um freio ferroviário a ar comprimido; sua empresa foi fundida na Knorr-Bremse
- Johann Albrecht Friedrich von Eichhorn (1779–1856), político e ministro da educação da Prússia
- Julius Einödshofer (1863–1930), compositor e maestro de teatro
- Amalie Friedländer (1800–1838), prima e musa de Heinrich Heine
- Karl Gilka (1812–1873), fabricante de licor e vereador
- Martin Gropius (1824–1880), arquiteto, sepultura honorária do Estado de Berlim
- Arthur von Gwinner (1856–1931), banqueiro e membro da casa prussiana
- Johann Georg Halske (1814–1890), empresário e vereador
- Wilhelm Hauchecorne (1828–1900), geólogo e diretor da Preußische Geologische Landesanstalt
- Robert Held (1862–1924), empresário
- Karl Wilhelm Ludwig Heyse (1797–1855), filólogo, pai de Paul Heyse
- Cuno Horkenbach (1883–1968), editor, lutador da resistência, ajudante de fuga para vítimas da perseguição nazista
- Johann Christian Jüngken (1793–1875), oftalmologista
- Charlotte von Kalb (1761–1843), escritora, sepultura honorária do Estado de Berlim
- Georg Klingenberg (1870–1925), engenheiro, CEO da AEG
- Heinrich Kolbe (1809–1867), diretor da Königliche Porzellan-Manufaktur Berlin (KPM)
- August Kopisch (1799–1853), pintor e escritor, sepultura honorária do Estado de Berlim
- Walter Kyllmann (1837–1913), arquiteto, membro do conselho municipal de Berlim
- Karl Lachmann (1793–1851), filólogo e teólogo, sepultura honorária do Estado de Berlim
- Friedrich August Leo (1820–1898), anglicista, pesquisador de Shakespeare e escritor, membro do conselho municipal de Berlim
- Karl von Lukas (1860–1932), general da infantaria
- Philipp Konrad Marheineke (1780–1846), teólogo, reitor da Universidade de Berlim, sepultura honorária do Estado de Berlim
- Gert Mattenklott (1942–2009), cientista literário e ensaista
- Conrad Matthies (1807–1856), teólogo, membro do Parlamento de Frankfurt
- Adolph Menzel (1815–1905), pintor, sepultura honorária do Estado de Berlim
- Eberhard von Minckwitz (1910–1995), jurista, membro da Câmara dos Deputados de Berlim
- Karl Mommsen (1861–1922), diretor de banco e membro do Reichstag
- Theodor Mommsen (1817–1903), historiador, sepultura honorária do Estado de Berlim
- Johann Gottfried Niedlich (1766–1837), pintor, professor da Academia de Artes
- Carl Daniel Oppenheim alias von Oppenfeld (1800–1871), banqueiro
- Moses Oppenheim alias Georg Moritz von Oppenfeld (1794–1861), comerciante e banqueiro
- Albert Orth (1835–1915), agrônomo e cartógrafo
- August Orth (1828–1901), arquiteto
- Carl von der Osten-Sacken (1726–1794), ministro prussiano
- Georg Heinrich Pertz (1795–1876), historiador e bibliotecário, sepultura honorária do Estado de Berlim
- Karl Ferdinand Ranke (1802–1876), filólogo e pedagogo
- Friedrich von Raumer (1781–1873), historiador e político, membro do conselho municipal de Berlim, sepultura honorária do Estado de Berlim
- Dietrich Reimer (1818–1899), editor
- Georg Andreas Reimer (1776–1842), editor, sepultura honorária do Estado de Berlim
- Georg Ernst Reimer (1804–1885), editor, membro do conselho municipal de Berlim
- Paul Ritter (1860–1932), dentista
- Friedrich Schleiermacher (1768–1834), teólogo, sepultura honorária do Estado de Berlim
- Marie Seebach (1829–1897), atriz e cantora
- Wilhelmine Seebach (1832–1911), atriz e cantora
- Christoph Wilhelm Heinrich Sethe (1767–1855), jurista
- Henrich Steffens (1773–1845), Naturforscher, filósofo e escritor
- Karl vom Stein zum Altenstein (1770–1840), político, ministro da educação da Prússia
- Adolf Stoecker (1835–1909), teólogo e político, diretor da Berliner Stadtmission
- Karl von Thielen (1832–1906), político, ministro do trabalho prussiano
- Ludwig Tieck (1773–1853), poeta, sepultura honorária do Estado de Berlim
- Albert Traeger (1830–1912), jurista, político e escritor, membro do Reichstag
- Georg Wertheim (1857–1939), comerciante, cofundador da loja de departamentos Wertheim
- Amalie Wolff-Malcolmi, atriz (1780–1851)

### Sepulturas não preservadas
- Ernst Assmann (1849–1926), conselheiro médico e arqueólogo
- Ferdinand Konrad Bellermann (1814–1889), pintor
- Carl Blechen (1798–1840), pintor e artista gráfico, placa na parede do cemitério
- Theodor Bradsky (1833–1881), compositor
- Karl Friedrich Friccius (1779–1856), Auditor Geral do Exército Prussiano
- Moriz Haupt (1808–1874), historiador e filólogo clássico
- Friedrich Holtze (1855–1929), jurista historiador do direito
- Karl Ludwig Kannegießer (1781–1861), escritor, tradutor, romancista e anglicista
- August Keim (1845–1926), tenente-general prussiano
- Friedrich Kirchner (1848–1900), filósofo, poeta e critíco literário
- Karl Wilhelm Kolbe (1781–1853), pintor
- Albert Lindner (1831–1888), dramaturgo
- Karl Gustav Mitscherlich (1805–1871), farmacologista e professor universitário
- Johann Ernst Plamann (1771–1834), pedagogo, professor de Otto von Bismarck
- Georg Wilhelm von Raumer (1800–1856), historiador, diretor do Geheimes Staatsarchiv Preußischer Kulturbesitz
- Arnold Rieck (1876–1924), humorista, ator e cantor
- Heinrich Rippler (1866–1934), jornalista, membro do Reichstag
- Otto Ruppius (1819–1864), escritor
- Karl von Schönstedt (1833–1924), jurista, Ministro da Justiça prussiano
- Franz Siechen (1845/1846–1913), empresário e gastrônomo
- Karl Wilhelm Ferdinand Unzelmann (1753–1832), ator
- Johann Karl Wilhelm Vatke (1806–1882), teólogo
- Ivan Prochanov (1869–1935), fundador do Conselho de Cristãos do Evangelho em toda a Rússia

### Escultores das sepulturas
- Reinhold Begas (sepultura de Adolph Menzel)
- Friedrich Drake (sepultura de Friedrich Wilhelm von Krause)
- Martin Gropius (sepultura própria)
- Friedrich Hitzig (sepultura de Friedrich Wilhelm von Krause, arquitetura)
- Gerhard Janensch (sepultura de Heinrich Kayser)
- Fritz Klimsch (sepultura de Georg Klingenberg)
- Julius Moser (cristo em tamanho natural, mármore, para a sepultura de Friedrich Wilhelm von Krause e busto de mármore de Johann Georg Halske para sua sepultura)
- Christian Daniel Rauch (sepultura de Friedrich Schleiermacher)
- Karl Friedrich Schinkel (sepultura de Carl von der Osten-Sacken)
- Rudolf Siemering (sepultura de Martin Gropius)
- Georg Wrba (sepultura de Arthur von Gwinner)
- Fritz Heinemann (sepultura de Wilhelm Hauchecorne)